# Elie Delaborde
Eraïm Miriam Delaborde (París, 8 de febrer, 1839 - Idem. 9 de desembre, 1913), va ser un pianista i compositor francès.

## Biografia
Tot i l'absència de document oficial, sembla que Elie Miriam Delaborde era fill natural de Charles-Valentin Alkan, (25 anys) i d'una de les seves riques alumnes, Lina Eraîm Miriam. El seu caràcter, en canvi –en comparació amb el seu pare– era extravertit i cortès; pintava una mica (sota el nom de Miriam).
A més de les lliçons d'Alkan, també va estudiar amb Ignaz Moscheles i Adolf von Henselt. Després de fer una gira per Anglaterra, Alemanya i Rússia, el 1870 va fugir a Londres on va tocar obres del seu pare, per a piano a pedals, 
Va ser nomenat professor de piano al Conservatori de París el 1873, entre els seus alumnes hi havia Olga Samaroff, Alfred Roth i la noruega Nanne Storm.
Entre els seus amics hi havia Georges Bizet i Édouard Manet. Es troba amb el músic quan aquest, nedava al Sena, contrau una malaltia que se l'emporta; es casa amb la seva vídua. Camille Saint-Saëns li va dedicar el seu tercer concert per a piano (1869).
Va compondre una opereta, The Queen Dort, una obertura d'Attila, un quintet de piano, obres per a piano i melodies.
Va preparar la primera edició de les obres d'Alkan amb Isidor Philipp l'any 1900.
Està enterrat al cementiri del Père-Lachaise.